# 阿斯特拉罕省

阿斯特拉罕省

阿斯特拉罕省（Астраханская губерния）是俄羅斯帝國和蘇聯早期的一個省，範圍大致與阿斯特拉罕州和卡爾梅克共和國等同，還包括了伏爾加格勒州東南部。面積235,786平方公里，1897年人口1,003,542人。首府阿斯特拉罕。
1717年建省。1928年被併入下伏爾加區。